# Powerslave
Powerslave è il quinto album in studio del gruppo musicale britannico Iron Maiden, pubblicato il 3 settembre 1984 dalla EMI.
L'album ha venduto più di 10 milioni di copie, risultando il primo disco degli Iron Maiden a superarle dopo The Number of the Beast.
Nel giugno del 2017 la rivista Rolling Stone ha collocato l'album alla trentottesima posizione dei 100 migliori album metal di tutti i tempi.

## Descrizione

### Copertina
I membri del gruppo scelsero il tema egizio, di moda negli anni ottanta, anche a seguito di un viaggio del chitarrista Dave Murray in Egitto.

### Le canzoni
- Aces High, è dedicata ai piloti che morirono difendendo l'Inghilterra dall'attacco aereo della Germania nazista ed è ispirata al film del 1976 La battaglia delle aquile diretto da Jack Gold.
- 2 Minutes to Midnight è incentrata sul rischio di una guerra nucleare. Il riferimento diretto, infatti, è all'Orologio dell'apocalisse e la distanza dalla mezzanotte simboleggiante la fine del mondo in seguito ad una guerra nucleare. Argomento molto sentito all'epoca della pubblicazione e in generale durante il periodo della Guerra fredda, per il rischio di una possibile escalation nucleare tra gli Stati Uniti di Ronald Reagan e l'Unione Sovietica. Insieme ad Aces High è stata pubblicata anche come singolo.
- Flash of the Blade narra la crescita di un giovane guerriero a cui è stata uccisa la famiglia mentre lui giocava alla guerra da piccolo. Questo brano fu inserito da Dario Argento nella colonna sonora come tema portante del suo film Phenomena (1985)
- La title track, scritta da Dickinson, narra di un faraone, desideroso dell'immortalità, che si chiede come mai debba morire, pur essendo un Dio.
- Rime of the Ancient Mariner è tratta dalla poesia La ballata del vecchio marinaio di Samuel Taylor Coleridge.

## Ristampe
Come per il resto della discografia degli Iron Maiden, anche Powerslave fu ristampato nel 1995 con allegato un secondo CD contenente le b-side dei due singoli estratti dall'album (Aces High e 2 Minutes to Midnight).
Un'altra ristampa fu fatta nel 1998, con contenuti multimediali inerenti all'album stesso. In questa versione, inoltre, vi è una variazione nella durata di Back in the Village, a causa dello spostamento, alla fine del brano, dell'introduzione della title-track.

## Tracce
1. Aces High – 4:29 (Steve Harris)
2. 2 Minutes to Midnight – 6:00 (Adrian Smith, Bruce Dickinson)
3. Losfer Words (Big 'Orra) – 4:13 (musica: Steve Harris)
4. Flash of the Blade – 4:02 (Bruce Dickinson)
5. The Duellists – 6:07 (Steve Harris)
6. Back in the Village – 5:20 (Adrian Smith, Bruce Dickinson)
7. Powerslave – 6:48 (Bruce Dickinson)
8. Rime of the Ancient Mariner – 13:36 (Steve Harris)

CD bonus presente nella riedizione del 1995
1. Rainbow's Gold – 4:57 (Terry Slesser, Kenny Mountain) – originariamente interpretata dai Beckett
2. Mission from 'Arry – 6:42 (Steve Harris, Nicko McBrain)
3. King of Twilight – 4:53 (Nektar) – originariamente interpretata dai Nektar
4. The Number of the Beast (Live) – 4:57 (Steve Harris)

Contenuto multimediale nell'edizione rimasterizzata
1. 2 Minutes to Midnight (Adrian Smith, Bruce Dickinson)
2. Aces High (Steve Harris)

## Formazione
- Bruce Dickinson – voce
- Dave Murray – chitarra
- Adrian Smith – chitarra
- Steve Harris – basso
- Nicko McBrain – batteria

## Classifiche
| Classifica (1984-2021) | Posizione massima |
| ---------------------- | ----------------- |
| Austria                | 15                |
| Canada                 | 21                |
| Croazia                | 4                 |
| Finlandia              | 4                 |
| Germania               | 9                 |
| Grecia                 | 15                |
| Norvegia               | 4                 |
| Nuova Zelanda          | 11                |
| Paesi Bassi            | 5                 |
| Regno Unito            | 2                 |
| Spagna                 | 6                 |
| Stati Uniti            | 21                |
| Svezia                 | 5                 |
| Svizzera               | 10                |
| Ungheria               | 23                |